# Cazadores Recolectores del Cono Sur
Cazadores Recolectores del Cono Sur fue una revista académica de temática arqueológica publicada en Argentina que se especializaba en publicar trabajos sobre el estudio de las poblaciones cazadoras recolectoras que habitaron el Cono Sur sudamericano. 

## Objetivos e historia
Esta revista estaba publicada por el Laboratorio de Arqueología Regional Bonaerense de la Facultad de Humanidades de la Universidad Nacional de Mar del Plata de dicha ciudad. Además de esta unidad académica, contaba con del Museo Etnográfico "Juan Bautista Ambrosetti" dependiente de la Facultad de Filosofía y Letras de la Universidad de Buenos Aires, en la ciudad de Buenos Aires.
Tenía una periodicidad anual y presentaba como objetivo dar difusión a nuevos resultados que surgieran del estudio y análisis de investigaciones arqueológicas y de disciplinas afines de las sociedades cazadoras recolectoras de los países que integran el denominado Cono Sur de América, estos son: Argentina, Chile, Uruguay, Bolivia, Paraguay y sur de Brasil.
El primer número salió publicado en el año 2006, y se publicó a lo largo de 7 volúmenes, siendo el último en el año 2013. A lo largo de los años en que se publicó, revista aceptaba manuscritos encuadrados en dos categorías: a) artículos completos, más largos y de síntesis, que abarcan las problemáticas de la temática de la revista; b) artículos breves, más cortos, que presentaban nuevos resultados o avances de interés para la comunidad académica. Ambas categorías eran evaluadas por pares, empleando el sistema de doble ciego.
Esta revista  de acceso abierto bajo una licencia Creative Commons (CC BY-NC-SA 4.0), cuyo objetivo era poder brindar al público interesado dicho acceso libre para lograr un mayor intercambio global de conocimiento.